# Valeria Vegas
Pour les articles homonymes, voir Vegas.
Valeria Martínez Zaragoza, mieux connue sous son pseudonyme de Valeria Vegas, née à Valence le 8 août 1985, est une journaliste, documentaliste, essayiste, écrivaine et productrice espagnole, militante des droits LGBT.

## Biographie
Elle étudie le journalisme dans sa ville natale de Valence, diplômée en communication audiovisuelle.
Elle s'installe à Madrid en 2015 et collabore comme journaliste dans divers médias, comme Vanity Fair España, Shangay, Lecturas, Candy, Paraíso, Chicas & maricas et Cannabis Magazine. 
Elle travaille sur le projet 40 años de El País en el cine, dirigé par David Trueba,  avec le documentaire Manolita, la Chen de Arcos.
Elle publie son premier roman en 2015 : Grandes actrices del cine español, puis la biographie de la Veneno, intitulée ¡Digo! Ni puta ni santa. Las memorias de La Veneno (en français : Je dis ! Ni pute ni sainte. Les mémoires de la Veneno). 
Cet ouvrage sert de base au scénario de la série Veneno, produite par Atresmedia. La série, qui compte dans la distribution l'actrice Lola Rodríguez, connaît un très grand succès.
En mars 2019, Valeria Vegas travaille à Canal Sur. Elle est considérée comme l'une des grandes personnalités de la défense des droits LGBT en Espagne et dans toute l'Europe.